# Mapfre
Mapfre — испанская страховая и финансовая группа, крупнейший страховщик Испании и один из крупнейших в Латинской Америке; основными рынками являются Испания, Бразилия и США.
В списке крупнейших публичных компаний мира Forbes Global 2000 за 2021 год Mapfre заняла 729-е место (464-е по размеру выручки, 1070-е по чистой прибыли, 475-е по активам).
Компания была основана в 1933 году под названием Mutualidad de la Agrupación de Propietarios de Fincas Rústicas de España (Взаимная страховая компания ассоциации владельцев ферм Испании). В 1955 году была реорганизована в универсальную страховую компанию. В 1975 году создан Fundación Mapfre (Фонд Мапфре, основной акционер группы). С 1970-х годов группа начала расширение деятельности в Латинскую Америку, создав или купив дочерние компании почти во всех странах Центральной и Южной Америки. В 2007 году за 1,5 млрд евро был куплен базирующийся в Массачусетсе страховщик Commerce Insurance Group.
Страховые премии за 2020 год составили 20,5 млрд евро (из них 5,6 млрд пришлось на автострахование, 3,8 млрд на страхование жизни, 5,7 млрд на перестрахование), инвестиционный доход — 2,4 млрд евро, доход от другой деятельности — 2,5 млрд евро; страховые выплаты составили 12,9 млрд евро. Инвестиционное портфолио размером 44,9 млрд евро более чем на половину состоит из гособлигаций (23,4 млрд), ещё 8,1 млрд приходится на корпоративные облигации.
Основные страны по размеру выручки за 2020 год: Испания (7,10 млрд), Бразилия (3,09 млрд), США (1,74 млрд), Мексика (780 млн), Перу (508 млн), Италия (392 млн), Пуэрто-Рико (356 млн), Мальта (346 млн), Турция (326 млн), Чили (312 млн), Колумбия (296 млн), Панама (212 млн), Аргентина (146 млн), Португалия (137 млн).
Подразделения:
- IBERIA — страховые и финансовые услуги в Испании и Португалии; на рынке страхования имущества Испании занимает первое место с долей 13,9 %; страховые премии 7 млрд евро (из них 6,86 млрд в Испании).
- LATAM — страхование в Латинской Америке (Коста-Рика, Сальвадор, Гватемала, Гондурас, Мексика, Панама, Никарагуа, Доминиканская Республика, Аргентина, Колумбия, Чили, Эквадор, Парагвай, Перу, Уругвай, Венесуэла); на рынках имущественного страхования группа на втором месте в Бразилии (доля 12,6 %), на третьем в Панаме и Перу, на четвёртом в Мексике и Доминиканской Республике; страховые премии 6,11 млрд евро (из них 3,09 млрд в Бразилии).
- INTERNATIONAL — страхование в Северной Америке (Канада, США, Пуэрто-Рико), Европе (кроме Испании и Португалии), Азии (КНР, Филиппины, Индонезия, Сингапур, Япония, Малайзия), Австралии и Африке; страховые премии 3,58 млрд евро (из них 1,74 млрд в США).
- MAPFRE RE — перестрахование и глобальные операции; страховые премии 5,69 млрд евро (из них 48,5 % приходится на страховые структуры группы, остальное на других страховщиков)[2].